# Joule pe mol
Joule pe mol (simbol: J·mol−1) este o unitate de măsură pentru energie pe material a SI. Energia se măsoară în jouli, iar cantitatea de material în moli